# Miriam Hoff

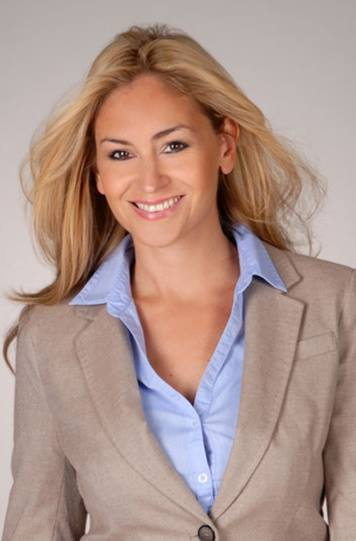
Miriah Hoff (2016)

Miriam Hoff (* 4. Februar 1975 in Taunusstein als Miriam Ruppert) ist ein ehemaliges deutsches Fotomodell und Schönheitskönigin. Sie arbeitet heute als  Psychotherapeutin.

## Leben
Am 5. Dezember 1995 wurde die 20 Jahre alte Studentin der Universität Mainz als Miss Arabella TV zur Miss Germany 1996 der damaligen Miss Germany Association gekrönt. Bei diesem Wettbewerb wurde sie auch zur Miss Internet gewählt.
Sie erreichte bei der Wahl zur Miss Intercontinental am 16. April 1996 in Trier und am 28. September des gleichen Jahres bei der Miss Europe in Tirana (Albanien) jeweils das Halbfinale. Im November kandidierte sie bei der Miss Universe in Las Vegas (USA).
Nach abgeschlossenem Studium der Erziehungswissenschaften mit Psychologie und Soziologie als Diplom-Pädagogin machte sie ihre Psychotherapieausbildung bei der von Nossrat Peseschkian gegründeten psychodynamisch-humanistisch orientierten Wiesbadener Akademie für Psychotherapie, die sie mit der Approbation zur Kinder- und Jugendlichen-Psychotherapeutin abschloss. Sie ist mit eigener Praxis niedergelassen in Frankfurt am Main und arbeitet tiefenpsychologisch fundiert, mittels EMDR und Hypnotherapie und ist für Rundfunkanstalten tätig. 
Miriam Hoff ist außerdem Autorin. Im Oktober 2022 ist das Jugend-Ratgeber Buch „Mind is Magic“ (mvg Verlag), im April 2025 ihr Buch „Therapie für die Seele“ (Remote Verlag) veröffentlicht worden.